# Elydnus ochraceovittatus
Elydnus ochraceovittatus là một loài bọ cánh cứng trong họ Cerambycidae.